# Commonwealth Games 1982/Badminton
Bei den Commonwealth Games 1982 vom 30. September bis zum 9. Oktober 1982 in Brisbane fanden im Badminton sechs Wettbewerbe statt.

## Finalresultate
| Disziplin    | Sieger                             | Finalist                    | Ergebnis           |
| ------------ | ---------------------------------- | --------------------------- | ------------------ |
| Herreneinzel | Syed Modi                          | Nick Yates                  | 7-15, 15–6, 15–5   |
| Dameneinzel  | Helen Troke                        | Sally Podger                | 4-11, 11–3, 11–5   |
| Herrendoppel | Ong Beng Teong Razif Sidek         | Martin Dew Nick Yates       | 15-10, 17-15       |
| Damendoppel  | Claire Backhouse Johanne Falardeau | Gillian Clark Karen Beckman | 13-15, 18–16, 15–4 |
| Mixed        | Martin Dew Karen Chapman           | Duncan Bridge Karen Beckman | 18-13, 15-3        |
| Team         | England                            | Kanada                      | 5-0                |

## Medaillengewinner
| Disziplin    | Gold | Silber | Bronze |
| ------------ | --- | --- | --- |
| Herreneinzel | Syed Modi | Nick Yates | Razif Sidek |
| Dameneinzel  | Helen Troke | Sally Podger | Gillian Clark |
| Herrendoppel | Ong Beng Teong Razif Sidek | Martin Dew Nick Yates | Paul Johnson Pat Tryon |
| Damendoppel  | Claire Backhouse Johanne Falardeau | Gillian Clark Karen Beckman | Karen Chapman Sally Podger |
| Mixed        | Martin Dew Karen Chapman | Duncan Bridge Karen Beckman | Steve Wilson Robin Denton |
| Mannschaft   | England (Dipak Tailor, Duncan Bridge, Gillian Clark, Helen Troke, Karen Beckman, Karen Chapman, Martin Dew, Nick Yates, Sally Podger, Steve Baddeley) | Kanada (Claire Backhouse, Denyse Julien, Jane Youngberg, Johanne Falardeau, Keith Priestman, Mark Freitag, Pat Tryon, Paul Johnson, Bob MacDougall, Sandra Skillings) | Australien (Audrey Swaby, Darren McDonald, Jane Forrest, Jennifer Cunningham, Julie McDonald, Mark Harry, Maxine Evans, Michael Scandolera, Paul Robert Morgan, Trevor James) |